# Julia Ivanova
Pour les articles homonymes, voir Ivanova.
Julia Anatolevna Ivanova (en russe : Юлия Анатольевна Иванова), née le 9 septembre 1985 à Sosnogorsk en République socialiste fédérative soviétique de Russie, est une fondeuse russe.

## Biographie
Elle fait ses débuts en Coupe du monde en décembre 2004 à Berne, marque ses premiers points lors de la saison 2005-2006, obtient son premier podium en relais en février 2011 à Rybinsk et son podium individuel lors du sprint classique de Lahti en mars 2012 (2e, derrière Marit Bjørgen). En janvier 2014, elle prend la troisième place du dix kilomètres classique à Szklarska Poręba.
En 2013, à Val di Fiemme, pour ses deuxièmes championnats du monde, elle remporte la médaille de bronze sur le relais avec Alija Iksanova, Mariya Guschina et Yulia Tchekaleva. Son meilleur résultat individuel à ces mondiaux est onzième du skiathlon.
Le 9 novembre 2017, la commission de discipline du Comité international olympique bannit à vie de toute compétition olympique Julia Ivanova, soupçonnée de dopage, et la déclasse de ses résultats des Jeux olympiques d'hiver de 2014. 

## Palmarès

### Jeux olympiques
| Épreuve / Édition | Sprint | Sprint                           | 10 km                            | 10 km     | Skiathlon 2 × 7,5 km | 30 km | Relais | Relais   |
| Épreuve / Édition | libre  | classique                        | libre                            | classique | Skiathlon 2 × 7,5 km | 30 km | Sprint | 4 × 5 km |
| JO 2014 Sotchi    | —      | Épreuve inexistante à cette date | Épreuve inexistante à cette date | DSQ       | —                    | DSQ   | DSQ    | DSQ      |

Légende :
- DSQ : disqualifiée pour dopage
- : pas d'épreuve
- — : non disputée par Ivanova

### Championnats du monde
| Épreuve / Édition           | Sprint                           | Sprint    | 10 km | 10 km                            | Poursuite / Skiathlon 2 × 7,5 km | 30 km libre | Relais | Relais                    |
| Épreuve / Édition           | libre                            | classique | libre | classique                        | Poursuite / Skiathlon 2 × 7,5 km | 30 km libre | sprint | 4 x 5 km                  |
| Mondiaux 2011 Oslo          | Épreuve inexistante à cette date | -         | -     | Épreuve inexistante à cette date | 27e                              | -           | 10e    | -                         |
| Mondiaux 2013 Val di Fiemme | Épreuve inexistante à cette date | 18e       | -     | Épreuve inexistante à cette date | 11e                              | 15e         | -      | Médaille de bronze, monde |

Légende :  : Médaille de bronze, troisième place

### Coupe du monde
- Meilleur classement général : 16e en 2012.
- 2 podiums individuels : 1 deuxième place et 1 troisième place.
- 3 podiums par équipe : 1 deuxième place et 2 troisièmes places.
- 1 podium sur une étape de tour : 1 deuxième place.

#### Classements en Coupe du monde
| Année     | Classement général final | Classement distance | Classement sprint |
| 2005-2006 | 96e                      |                     | 58e               |
| 2006-2007 | 88e                      | 85e                 | 61e               |
| 2007-2008 | 43e                      | 51e                 | 34e               |
| 2008-2009 | 58e                      | 43e                 | 44e               |
| 2009-2010 | 119e                     |                     | 85e               |
| 2010-2011 | 42e                      | 34e                 | 43e               |
| 2011-2012 | 16e                      | 16e                 | 25e               |
| 2012-2013 | 29e                      | 26e                 | 40e               |
| 2013-2014 | 30e                      | 25e                 | 54e               |
| 2014-2015 | 74e                      | 69e                 | 67e               |

### Universiades
- Médaille d'argent sur le quinze kilomètres classique en 2009 à Harbin.

### Coupe d'Europe de l'Est
- 4e du classement général en 2015.
- 10 podiums, dont 3 victoires.

### Championnats de Russie
- Championne sur le sprint libre en 2010.
- Championne sur le sprint classique en 2011 et 2012.
- Championne sur la poursuite en 2012.
- Championne sur le dix kilomètres classique en 2012 et 2014.